# Condado de Trumbull
El condado de Trumbull (en inglés: Trumbull County), fundado en 1820, es uno de 92 condados del estado estadounidense de Ohio. En el año 2000, el condado tenía una población de 225,116 habitantes y una densidad poblacional de 141 personas por km². La sede del condado es Warren. El condado recibe su nombre por el Río Tuscarawas.

## Geografía
Según la Oficina del Censo, el condado tiene un área total de 1,644 km², de la cual 1,597 km² es tierra y 47 km² (2.87%) es agua.

### Condados adyacentes
- Condado de Ashtabula (norte)
- Condado de Crawford, Pensilvania (noreste)
- Condado de Mercer, Pensilvania (este)
- Condado de Mahoning (sur)
- Condado de Portage (suroeste)
- Condado de Geauga (noroeste)

## Demografía
Según la Oficina del Censo en 2000, los ingresos medios por hogar en el condado eran de $38,298, y los ingresos medios por familia eran $46,203. Los hombres tenían unos ingresos medios de $36,823 frente a los $24,443 para las mujeres. La renta per cápita para el condado era de $19,188. Alrededor del 10.30% de la población estaban por debajo del umbral de pobreza.

## Municipalidades

### Ciudades
| - Cortland - Girard - Hubbard | - Newton Falls - Niles | - Warren - Youngstown |

### Villas
| - Lordstown - McDonald - Orangeville | - West Farmington - Yankee Lake |

### Áreas no incorporadas
| - Bristolville - Burghill - Center of the World | - Farmdale - Fowler - Hartford | - Kinsman - North Bloomfield - Southington |

### Lugares designados por el censo
| - Bolindale - Brookfield Center - Champion Heights - Churchill - Hilltop | - Howland Center - Leavittsburg - Maplewood Park - Masury | - Mineral Ridge - South Canal - Vienna Center - West Hill |